# 그레이슨 부셰

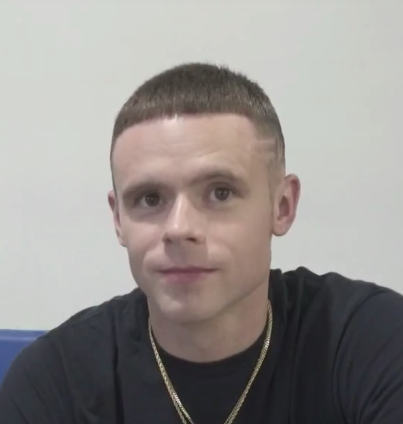

그레이슨 부셰(Grayson Scott Boucher, 1984년 6월 12일 ~ )는 미국의 농구 선수, 배우이다. The Professor라는 별명으로 더욱 알려진 농구 선수로 NBA 출신은 아니나, 현란한 드리블 솜씨와 패스능력을 자랑한다. Professor Live라는 YouTube 채널을 운영 중이다.

## 영화
- 볼 돈 라이 (2008년)